# Grete Hermann
Grete Hermann (Grete Henry-Hermann) (ur. 2 marca 1901 w Bremie, zm. 15 kwietnia 1984 tamże) – niemiecka matematyczka i filozofka. Odnotowała się wkładem w filozoficzne opracowania mechaniki kwantowej, m.in. wczesną i na długo przeoczoną krytyką twierdzenia Johna von Neumanna dotyczącego teorii zmiennych ukrytych, wyprzedzając o trzy dekady szerzej znane twierdzenie Bella. W ocenie Mermina i Schacka podejście Hermann było wręcz klarowniejsze i trafniejsze od pracy Bella – ocena całego problemu oraz poszczególnych ujęć jest jednak nadal aktywnie dyskutowana.

## Życiorys

### Wykształcenie
Hermann pochodziła z wielodzietnej protestanckiej rodziny z Bremy. Jej ojciec był kupcem, w późniejszych latach życia został ulicznym kaznodzieją. Studiowała matematykę na Uniwersytecie w Getyndze pod kierunkiem Emmy Noether, gdzie w 1926 obroniła doktorat Die Frage der endlich vielen Schritte in der Theorie der Polynomideale, opublikowanej następnie w Mathematische Annalen. Praca wykazywała istnienie algorytmów dla wielu podstawowych problemów algebry abstrakcyjnej, takich jak określanie przynależności do ideału pierścieni wielomianów. Jej algorytmy obliczania różnych aspektów ideałów są podstawą współcześnie stosowanych metod.

### Praca w Niemczech
Grete pracowała jako asystentka filozofa i przedstawiciela neokantyzmu Leonarda Nelsona od 1925 do jego śmierci w 1927. Wspólnie z Minną Specht opracowała następnie pośmiertne wydanie jego pracy System der philosophischen Ethik und Pädagogik.
Szczególnym obszarem zainteresowań Hermann była rozwijająca się wówczas mechanika kwantowa. W 1934 przeniosła się do Lipska „z jasnym zamiarem pogodzenia neokantystycznej koncepcji przyczynowości z nową mechaniką kwantową”, gdzie mogła bezpośrednio brać udział w dyskusjach z Wernerem Heisenbergiem i Carlem Friedrichem von Weizsäckerem. Skupiała się na rozróżnieniu pojęć przewidywalności i przyczynowości, co znalazło obszerny wyraz w publikacjach takich jak Die naturphilosophischen Grundlagen der Quantenmechanik, którą Crull i Bacciagaluppi określili jako „jedno z najwcześniejszych i najlepszych filozoficznych omówień mechaniki kwantowej”.
Hermann wyrażała przekonanie, że: „trudności, jakich stronnictwa dopatrują się w odkryciach mechaniki kwantowej, widziane we właściwym świetle, wydają się nie wynikać z samych reguł przyczynowości. Wynikają raczej z wiązanego z nimi cichego założenia, że fizykalne poznanie jest w stanie zawsze uchwycić zjawiska naturalne dokładnie i niezależnie od aktu obserwacji. To założenie wyraża się w oczekiwaniu, aby każdy związek przyczynowy pomiędzy procesami nie tylko przebiegał się w mierzalny sposób, ale wręcz że przyczynowość jest tożsama z możliwością dokonania takiego obliczenia. Mechanika kwantowa zmusza nas do uporządkowania tego poplątania pojęć filozofii przyrody, do porzucenia założenia o absolutnym charakterze poznania przyrody i do stosowania zasady przyczynowości bez dodatkowych warunków. W żaden sposób nie unieważnia praw przyczynowości, ale rozjaśnia ich znaczenie i uwalnia je od innych zasad, z którymi nie musi być wcale koniecznie wikłana”.
Von Weizsäcker odniósł się do koncepcji Hermann następująco: „Autorka przedstawia odpowiedź, która na pierwszy rzut oka wydaje się paradoksalna, ale trafia dokładnie w istotę problemu (…). Niemożliwość dokładnych przewidywań nie wynika z faktu, że badany łańcuch przyczynowy jest gdzieś przerwany, ale raczej z faktu, że różne łańcuchy przyczynowe nie mogą być ułożone w spójny obraz obejmujący wszystkie aspekty procesu, stąd pozostaje kaprysem obserwatora, który z różnych wirtualnych łańcuchów przyczynowych został zrealizowany”.
Jej publikacje, w tym szczegółowa krytyka twierdzenia von Neumanna, pozostały jednak z grubsza niezauważone aż do ponownego odkrycia przez Johna Bella w 1966. Herzenberg, poszukując wyjaśnienia tego faktu, przywołuje słowa Feyerabenda: „samo nazwisko von Neumann i samo słowo dowód uciszały kwestionujących”. Status koncepcji Hermann i Bella pozostaje nadal dyskutowany.

### Aktywizm polityczny, emigracja i późniejsze lata
Od czasu studiów i pracy z liberalnie socjalistycznym Nelsonem Hermann była zaangażowana w ruch protestu przeciw narastaniu nazizmu w Niemczech. Była członkinią Internationaler Sozialistischer Kampfbund, w ramach którego redagowała gazetę Der Funke oraz prowadziła publiczne wykłady na tematy filozofii, polityki i etyki oporu.
Z powodu nasilających się prześladowań opozycji w Niemczech w 1936 emigrowała do Danii, a następnie Francji i Wielkiej Brytanii. Gdy mieszkała w Londynie, obawiając się dyskryminacji i podejrzeń, w 1938 poślubiła Anglika Edwarda Henry’ego; dwa lata później uniknęła dzięki temu internowania, które rząd brytyjski stosował wobec uchodźców z Niemiec. Pozostawała aktywna w ruchu ISK, wspierając go w miarę możliwości z zagranicy.
Po wojnie uzyskała rozwód i powróciła do RFN, gdzie dołączyła do Socjaldemokratycznej Partii Niemiec. Była aktywna politycznie do końca życia. Pracowała jako nauczycielka filozofii i fizyki m.in. na Pädagogische Hochschule Bremen; współzałożyła i angażowała się w aktywność związku zawodowego pracowników oświaty i nauki Gewerkschaft Erziehung und Wissenschaft.